# Forensische Ambulanz Baden

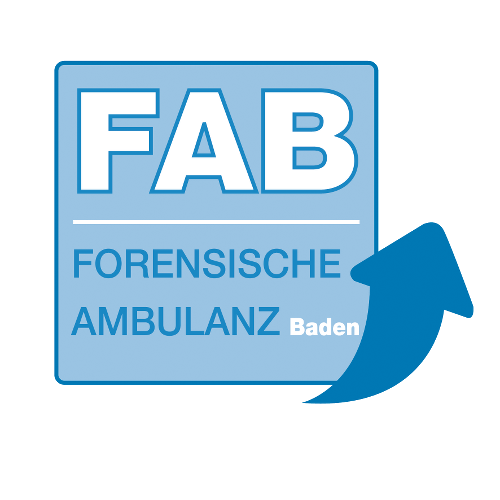
Logo der Forensischen Ambulanz Baden (FAB)

Die Forensische Ambulanz Baden (FAB) bietet ambulante psychotherapeutische Behandlung für (entlassene) Gewalt- und Sexualstraftäter, Gewalt-/Sexualstraftatgeneigte und Opfer von Sexual- und Gewaltstraftaten an.

## Geschichte
Die FAB wurde am 2. Juni 2008 von der Behandlungs-Initiative Opferschutz e.V. (BIOS-BW) und dem Psychiatrischen Zentrum Nordbaden in den Räumen des Amtsgerichtes Karlsruhe eröffnet. Seit der Gründung wurden bis 31. Dezember 2015 bei insgesamt 2.095 Personen psychotherapeutische Behandlungen durchgeführt oder diese begutachtet. 2015 liefen durchgehend etwa 450 Therapien und Begutachtungen. Seit 2015 ist die FAB öffentlich anerkannte Nachsorgeeinrichtung der Länder Baden-Württemberg und Rheinland-Pfalz.

## Angebot
Durch das Angebot der FAB soll der Opferschutz gestärkt werden. Dem liegt die Erkenntnis zugrunde, dass allein durch eine immer schärfer werdende gerichtliche Haft- und Sanktionspraxis ein ausreichender Schutz vor gefährlichen Gewalt- und Sexualstraftätern nicht erreicht werden kann, sondern es weiterer Maßnahmen bedarf. Hierzu gehört vor allem die Behandlung der bei solchen Tätern zumeist vorliegenden Persönlichkeitsstörung, da durch eine erfolgreiche Behandlung das Risiko eines Rückfalls deutlich reduziert werden kann. Eine erste wissenschaftliche Evaluation einer forensischen Ambulanz von Dahle und Sauter belegt diesen Ansatz, da hiernach während der Behandlung in einer solchen Nachsorgeeinrichtung die Rückfallrate um 85 % gesenkt werden konnte.
Voraussetzung einer psychotherapeutischen Behandlung eines Straftäters in einem der Behandlungsstützpunkte der FAB ist im Regelfalle:
- das Vorliegen eines Gewalt- oder Sexualdelikts, bei Führungsaufsicht auch weitere Delikte,

- eine Behandlungsbereitschaft und der Abschluss eines Behandlungsvertrages bzw. der Erklärung über Entbindung von der gesetzlichen Schweigepflicht, soweit nicht im Bereich der Führungsaufsicht Besonderheiten bestehen,

- eine durch die Therapeuten/Ärzte der Ambulanz festzustellenden Behandlungsindikation für eine ambulante Therapie,

- eine Zustimmung des Verurteilten zur Einsichtnahme in das Strafurteil, in erhobene psychiatrische Begutachtungen, im Falle der Inhaftierung bzw. Unterbringung in die Gefangenenpersonal- bzw. Krankenakte,

- ein Antrag der Justizvollzugsanstalt im Falle der Inhaftierung,

- eine – auch durch die Therapeuten/Ärzte der Ambulanz abzuklärende – Möglichkeit der Finanzierung der therapeutischen Maßnahme.

Die auch auf Anregung der Justizbehörden sowie des Verurteilten bzw. des Verteidigers notwendige Prüfung der Durchführbarkeit einer ambulanten Therapie durch die Therapeuten der Forensischen Ambulanz Baden erfolgt in enger Abstimmung mit der Vollzugsanstalt bzw. des bestellten Bewährungshelfers und/oder der zuständigen Justizbehörde.
Bei Straftätern kommen vor allem folgende Zielgruppen für eine psychotherapeutische Behandlung in der FAB in Betracht:
- Straftäter und sonstige Rechtsbrecher nach Verurteilung zu Freiheitsstrafen mit Bewährung (§§ 56 StGB, 21 JGG) oder bei Verfahrenseinstellung nach Erteilung sonstiger gerichtlicher Auflagen (§ 153 a StPO),
- inhaftierte Straftäter, soweit Behandlungsmaßnahmen im Vollzugsplan vorgesehen sind, insbesondere in der Lockerungsphase (§ 9 JVollzGB III BaWü),
- Straftäter nach vorzeitiger Entlassung aus dem Strafvollzug (§§ 57 ff. StGB, 88 JGG),
- Entlassene und zu Entlassende aus dem Maßregelvollzug (§§ 67 ff. StGB),
- Straftäter und Rechtsbrecher im Rahmen der Führungsaufsicht (§ 68b Abs. 2 StGB), auch schon in der Vorbereitung anstehender Entlassungen.

Die Therapeuten der Forensischen Ambulanz verfügen, unter Verwendung wissenschaftlich begründeter Therapieformen sowie unter Einhaltung üblicher Dokumentations-, Supervisions- und Fortbildungsstandards, über ein breites therapeutisches Angebotsspektrum. Dieses reicht von der psychotherapeutischen Behandlung im Einzel- und Gruppensetting jeder Art von Straftätern, insbesondere Gewalt- als auch Sexualstraftätern, in deliktorientierter Therapie bis hin zu der psychiatrischen und psychotherapeutischen Behandlung von psychisch kranken Straftätern unterschiedlicher Diagnose (z. B. depressive Störungen, Persönlichkeitsstörungen). Die Erfahrung der Therapeuten der FAB gestattet es auch, weit verbreitete Komorbiditäten, also psychische Störung plus Delinquenz oder auch Delinquenz/psychische Störung plus Suchtmittelmissbrauch genauso zu behandeln.
Außerdem bietet die FAB über das bundesweit bekannte BIOS-Präventionsprojekt „Keine Gewalt- und Sexualstraftat begehen“ auch eine Anlaufstelle für sogenannte Tatgeneigte. Ein Tatgeneigter ist eine Person, die bislang nicht wegen eines Sexual-/Gewaltdeliktes strafrechtlich verurteilt wurde, die sich aber entweder aus eigenem Antrieb an die FAB wendet, da sie befürchtet ein Sexual-/Gewaltdelikt zu begehen oder die behördlich auffällig geworden ist und dadurch in die FAB vermittelt wird. Es ist nicht auf pädophile Personen beschränkt, sondern bietet im Sinne des präventiven Opferschutzes für alle Personen Hilfestellungen an, die die Begehung eines erstmaligen Übergriffs auf ein Kind, den weiteren Konsum kinderpornografischer Schriften oder aber die Begehung eines sonstigen Sexual- oder Gewaltdelikts befürchten. Das bundesweit einmalige Tatgeneigtenprogramm „Keine Gewalt- und Sexualstraftat begehen“ wird seit dem 1. Januar 2013 wissenschaftlich von der Universität Heidelberg – unter Leitung von Dieter Dölling und Peter Fiedler – begleitet. Ziel ist es, im Sinne des präventiven Opferschutzes den Probanden wirksame Strategien im Umgang mit ihrer sexuellen oder zur Gewalt neigenden Abweichung und Tatneigung zu vermitteln. Dies soll ihnen einerseits Erleichterung im Umgang mit drängenden Phantasien verschaffen, andererseits aber – und das ist maßgeblich – im Sinne des präventiven Opferschutzes das Risiko einer gegebenenfalls erstmaligen Begehung einer Straftat reduzieren.
Auf Initiative der Behandlungs-Initiative Opferschutz stellte der Landtag von Baden-Württemberg ursprünglich zunächst Haushaltsmittel von 100.000 Euro jährlich zur Behandlung gefährlicher Gewalt- und Sexualstraftäter zur Verfügung, durch welche insgesamt sechs Pilotprojekte zur Behandlung von Gewalt- und Sexualstraftäter in mehreren Haftanstalten im Land und einzeltherapeutische Maßnahmen durchgeführt wurden. Da sich das Behandlungsangebot in Baden-Württemberg auch aufgrund dieser Unterstützung erheblich erweitert hat, wird derzeit (2016) noch in der Justizvollzugsanstalt Mannheim das im November 2007 gestartete Therapieprojekt für Sexualstraftäter umgesetzt.  Zum 1. Dezember 2011 konnte zudem die Behandlungsabteilung für suchtkranke Gewaltstraftäter in der JVA Offenburg eingerichtet werden. Die Maßnahme richtet sich an Gewalt- und Sexualstraftäter, die neben einer die Tat mitverursachenden Persönlichkeitsstörung auch eine Suchtmittelproblematik aufweisen. Die Behandlungsgruppen werden von der Universität Heidelberg, dem Institut für Psychologie (Peter Fiedler) und dem Institut für Kriminologie (Dieter Dölling), wissenschaftlich begleitet.
Die vor allem freiberuflich tätigen Therapeuten der Forensischen Ambulanz Baden bieten für die Justizbehörden in Baden-Württemberg eigenverantwortlich und auf eigene Rechnung die Erstellung von Begutachtungen in einem Gutachterpool an, insbesondere neben kriminalprognostischen Begutachtungen auch von sog. Behandlungsgutachten nach der Verwaltungsvorschrift Führungsaufsicht aber auch nach § 246 a Abs. 2 StPO.

## Standorte
Die Ärzte und Therapeuten bieten in Karlsruhe sowie in den derzeit zehn weiteren Behandlungsstützpunkten in Mannheim, Freiburg, Heidelberg, Heilbronn, Pforzheim, Bruchsal, Lörrach, Offenburg, Mosbach und neuerdings auch in Villingen-Schwenningen ein breites Spektrum an Beratungs- und Therapiemöglichkeiten.
Am 31. Juli 2015 wurde die Psychotherapeutische Ambulanz Koblenz (PAKo) neu gegründet. Zum 31. Dezember 2015 konnte bereits für zwölf entlassene, unter Bewährung oder Führungsaufsicht stehende Personen einen Behandlungsplatz in der neuen Einrichtung angeboten werden. Nunmehr können Probanden aus Rheinland-Pfalz auch in der Forensischen Ambulanz Baden (FAB) aufgenommen werden.

## Organisation
Die FAB teilt sich auf in das Therapeutenteam, die Ambulanzleitung und den Beirat. Das Therapeutenteam der Ambulanz setzt sich derzeit aus 12 festangestellten und 25 freiberuflich tätigen in der Behandlung von Gewalt- und Sexualstraftätern zumeist sehr erfahrenen Psychologischen Psychotherapeuten und Diplompsychologen zusammen.
Die ergänzende ärztliche Versorgung der Probanden ist aufgrund der Mitarbeit von zwei Psychiaterinnen und eines Arztes gewährleistet.
Träger der Ambulanz ist der als gemeinnützig anerkannte Verein BIOS-BW e.V. Dieser unterhält zudem die Opfer- und Traumaambulanz Karlsruhe/Baden (OTA), an die sich Opfer von Sexual- und Gewaltstraftaten wenden können.
Das ursprünglich unter dem Dach der FAB laufende therapeutische Programm für Opfer ist seit dem 25. November 2014 in der OTA ausgegliedert.
Beraten wird das Leitungsteam der Ambulanz von einem Beirat, welchem neben einem Vertreter des Justizministeriums Baden-Württemberg, der Justizbehörden in Karlsruhe und Pforzheim, der Justizvollzugsanstalt Bruchsal, der Sozialtherapeutischen Anstalt Baden-Württemberg, der Neustart GmbH auch Angehörige der Polizeidirektion Karlsruhe und des Weißes Rings e.V. in Karlsruhe angehören.

## Sonstiges
Am 5. und 6. November 2015 war BIOS-BW e.V. in Karlsruhe Gastgeber für das Treffen aller Forensischen Nachsorgeambulanzen des Strafvollzuges. Die Leiter der verschiedenen Ambulanzen aus ganz Deutschland haben sich zum insgesamt sechsten Mal für ein zweitägiges Treffen versammelt, das die FAB in diesem Jahr geplant und ausgerichtet hat.